# Vahliaceae
Vahliaceae er en plantefamilie, som findes med én slægt og otte arter i Afrika og via Madagaskar til Indien. Det er stauder eller halvbuske med modsatte, tæt behårede og kirtelbesatte, hele blade. Blomsterne er samlet i overhængende stande, som består af små blomster, der overfladisk kan ligne Krap-familiens.